# Adolf Anderssen

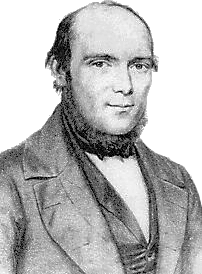
Adolf Anderssen

Karl Ernst Adolf Anderssen, född 6 juli 1818, död 13 mars 1879, var en tysk schackspelare, vinnare av den första moderna schackturneringen i London 1851, schackmästare åren 1851–1858, 1861–1866
De enda som i tävling lyckades övervinna Anderssen var Paul Morphy (1858) och Wilhelm Steinitz (1866).
Anderssen är även ihågkommen för de utom tävlan spelade schackpartierna "det odödliga partiet" (mot Lionel Kieseritzky 1851) och "det städsegröna partiet" (mot Jean Dufresne 1852).